# Ibrahim Ag Inawalen
Ibrahim Ag Inawalen, conocido como «Bana», nacido en Abeïbara y asesinado por el ejército francés en la noche del 17 al 18 de mayo de 2015 al noreste de Kidal, fue un militar tuareg maliense y líder yihadista.

## Biografía
Ibrahim Ag Inawalen se unió al ejército de Malí donde obtuvo el rango de coronel, pero desertó en 2006.
Cuando comenzó la guerra en Malí en 2012, se unió a Ansar Dine y se convirtió en comandante de la región de Aguel'hoc. En enero, participó en la captura de Aguel'hoc y pudo ser responsable de la masacre de la guarnición de Malí. También se dice que fue responsable, en esa ciudad, de la muerte por lapidación, el 29 de julio de 2012, de una pareja que había concebido hijos fuera del matrimonio.
Considerado un elemento esencial en la negociación de la liberación de los rehenes, fue voluntariamente preservado por los franceses durante la Operación Serval. En 2013, sin embargo, participó en la violenta batalla del Tigharghâr contra las fuerzas francesas y chadianas. Luego, en 2013 y 2014, actuó como intermediario con el nigeriano Mohamed Akotey para negociar la liberación de los cuatro rehenes en Arlit, luego la de Serge Lazarevic.
Tras la muerte de otros líderes yihadistas, según el ejército francés, se convertirá en el número dos de Ansar Dine alrededor de 2014-2015.
Ibrahim Ag Inawalen fue asesinado por el ejército francés en la noche del 17 al 18 de mayo de 2015 en una operación realizada en el extremo norte de Malí. Esa noche conoció a Abdelkrim al-Targui, un líder de una katiba de Al Qaeda del Magreb Islámico, en un zona al noreste de Kidal. Los dos jefes, cada uno acompañado por un guardia, fueron sorprendidos por el ejército francés y los cuatro yihadistas murieron todos en el enfrentamiento.